# Маринко Маџгаљ
Маринко Маџгаљ (Београд, 21. август 1978 — Београд, 26. март 2016) био је српски глумац, певач и телевизијски водитељ. Своју популарност је стекао у серији Црни Груја, а заједно са Огњеном Амиџићем био је члан музичког двојца Фламингоси.

## Биографија
Маџгаљ је рођен 1978. у Београду, али је одрастао у Котору.
Дипломирао је глуму на Факултету драмских уметности 2000. године, у класи проф. Гордане Марић а играо је у Југословенском драмском позоришту, Народном позоришту, Звездара театру, Позоришту „Бошко Буха“, Битеф театру и УК „Вук Караџић“. Био је стални члан ансамбла Атељеа 212 од 2012. године.
Прославио се улогама у комедијама и комичним серијалима Црни Груја и Друг Црни у НОБ-у, те љубавним драмама Рањени орао и Грех њене мајке.
У Атељеу 212 играо је у представама: Седам и по, Збогом СФРЈ, Свети Георгије убива аждаху, Август у округу Осејџ и Казимир и Каролина. Остварио је запажене улоге у представама Југословенског драмског позоришта: Шине, Хамлет, Говорница, Молијер, Како вам драго, Записи из подземља, Из јуначког живота грађанства. У Битеф театру играо је у Фејк порно, Фејкбук, у Народном позоришту у Хасанагиници, у Мадлениануму у представи Доручак код Тифанија, у УК „Вук Караџић“ у представи Сабља димискија, у Позоришту Славија у представи Превртач и у Дадову у представи Заједно сами.
Заједно са Огњеном Амиџићем је био члан музичке групе „Фламингоси“ са којом је освојио прво место на такмичењу Беовизије 2006. године. Са Амиџићем је водио и забавну емисију „Ћао, Дарвине“.
Био је ожењен глумицом Дубравком Мијатовић од које се развео 2014. године. Са њом је 2009. године добио ћерку Сару. Последње године живота провео је са својом вереницом Ланом Секулић, црногорском новинарком.
Године 2015. Маџгаљу је дијагностикован рак панкреаса због чега је и хитно оперисан током лета 2015. Иако се чинило да се глумац опоравља, здравствено стање му се нагло погоршало и преминуо је 26. марта 2016. године. Комеморација поводом смрти Маринка Маџгаља одржана је 29. марта у Атељеу 212 на сцени „Мира Траиловић”. Од њега су се опростили су бројни глумци и пријатељи. Сахрањен је истог дана на Новом бежанијском гробљу у Београду.

## Улоге

### Позоришне представе
| Наслов                        | Улога                             | Редитељ               | Позориште                       | Премијера           |
| ----------------------------- | --------------------------------- | --------------------- | ------------------------------- | ------------------- |
| Прљаве руке                   | Слик                              | Радослав Миленковић   | Југословенско драмско позориште | 26. јун 2000.       |
| Хасанагиница                  | Хасанага                          | Јагош Марковић        | Народно позориште у Београду    | 30. децембар 2001.  |
| Скуп                          | Камило                            | Јагош Марковић        | Југословенско драмско позориште | 15. март 2002.      |
| Књига о џунгли                | Балу                              | Јагош Марковић        | Позориште „Бошко Буха”          | 13. април 2002.     |
| Шине                          | Масни 1, Пецарош, Домородац       | Слободан Унковски     | Југословенско драмско позориште | 25. новембар 2002.  |
| Говорница                     | Гаги                              | Јагош Марковић        | Југословенско драмско позориште | 15. фебруар 2003.   |
| Молијер - још један живот     | Правични обућар                   | Душан Јовановић       | Југословенско драмско позориште | 24. октобар 2003.   |
| Превртач                      |                                   | Божидар Ђуровић       |                                 | 28. јун 2005.       |
| Хамлет                        | Лаерт                             | Душан Јовановић       | Југословенско драмско позориште | 1. август 2005.     |
| Fake porno                    | Таксиста                          | Јелена Богавац        | Битеф театар                    | 21. септембар 2005. |
| Вишње у чоколади              | Докучајев                         | Горан Шушљик          | Звездара театар                 | 25. јануар 2006.    |
| Гагаринов пут                 | Гери                              | Маја Милатовић Овадиа | Битеф театар                    | 3. фебруар 2007.    |
| Слуга двају господара         | Труфалдино                        | Катарина Вражалић     | Позориште „Бошко Буха”          | 22. октобар 2007.   |
| Робин Худ                     | Робин Худ                         | Југ Радивојевић       | Позориште „Пуж”                 | 13. март 2008.      |
| Кандид или оптимизам          | Морнар, Црнац, Путник, Затвореник | Александар Поповски   | Југословенско драмско позориште | 14. новембар 2008.  |
| Сумњиво лице                  | Алекса Жуњић                      | Божидар Ђуровић       | Звездара театар                 | 10. октобар 2009.   |
| Како вам драго                | Амијен, Шарл, Силвије             | Слободан Унковски     | Југословенско драмско позориште | 20. новембар 2009.  |
| Сабља димискија               | Инкиостро                         | Горан Шушљик          | Установа културе „Вук Kараџић”  | 8. мај 2010.        |
| Записи из подземља            | Зверков                           | Ана Ђорђевић          | Југословенско драмско позориште | 11. мај 2010.       |
| Заједно сами                  | Лео                               | Даријан Михајловић    | ДАДОВ                           | 12. децембар 2012.  |
| Из јуначког живота грађанства | Франк Скарон, Гроф Ото фон Безков | Ива Милошевић         | Југословенско драмско позориште | 21. јануар 2011.    |
| Fakebook                      |                                   | Јелена Богавац        | Битеф театар                    | 6. фебруар 2011.    |
| Доручак код Тифанија          | Фред                              | Ана Здравковић        | Опера и театар Мадленијанум     | 26. март 2011.      |
| Седам и по                    | Симке, Дојчин Тутинац, Буре       | Даријан Михајловић    | Новосадско позориште            | 21. април 2011.     |
| Збогом СФРЈ                   | Гари                              | Кокан Младеновић      | Атеље 212                       | 29. новембар 2011.  |
| Тамо и назад                  | Мики                              | Југ Радивојевић       |                                 | 24. октобар 2012.   |
| Свети Георгије убива аждаху   | Гаврило                           | Љубомир Драшкић       | Атеље 212                       | 5. октобар 2013.    |
| Август у округу Осејџ         | Стив Хајдебрехт                   | Љиљана Тодоровић      | Атеље 212                       | 2. март 2014.       |
| Казимир и Каролина            | Меркл Франц                       | Снежана Тришић        | Атеље 212                       | 18. децембар 2014.  |
| Мале тајне                    | Петар Радовановић                 | Горан Марковић        | Опера и театар Мадленијанум     | 29. март 2015.      |

### Филмографија
|                   | 2000▼ | 2010▼ | Укупно |
| ----------------- | ----- | ----- | ------ |
| Дугометражни филм | 4     | 0     | 4      |
| ТВ филм           | 0     | 0     | 0      |
| ТВ серија         | 7     | 5     | 12     |
| Кратки филм       | 0     | 0     | 0      |
| Укупно            | 11    | 5     | 16     |

| Год.       | Назив                          | Улога                                                                    |
| ---------- | ------------------------------ | ------------------------------------------------------------------------ |
| 2000-е▲    |                                |                                                                          |
| 2003—2007. | Црни Груја (серија)            | Чеда Веља                                                                |
| 2003.      | Лисице (серија)                | Младић                                                                   |
| 2003.      | Казнени простор (серија)       | Младић који се удвара Ани 1                                              |
| 2004.      | Карађорђе и позориште (серија) |                                                                          |
| 2007.      | Црни Груја и камен мудрости    | Чеда Веља                                                                |
| 2007—2008. | Не дај се, Нина (серија)       | Драган Попадић                                                           |
| 2008.      | Гледај ме                      | Иван                                                                     |
| 2008—2009. | Рањени орао (серија)           | Сафет Омеровић                                                           |
| 2009.      | Друг Црни у НОБ-у              | Веселин Чеговић „Че“ / Другарица Марија                                  |
| 2009.      | Рањени орао                    | Сафет Омеровић                                                           |
| 2009—2010. | Грех њене мајке (серија)       | Др Коста Божић                                                           |
| 2010-е▲    |                                |                                                                          |
| 2010.      | Мој рођак са села (серија)     | Златибор                                                                 |
| 2010.      | На слово, на слово (серија)    | Морски Вук                                                               |
| 2011.      | Певај, брате! (серија)         | Петар Певац                                                              |
| 2013.      | Друг Црни у НОБ-у (серија)     | Веселин Чеговић „Че“ / Другарица Марија / Чеда Веља / Балша Чеговић „Че“ |
| 2016.      | Дојч caffe (серија)            | Шанер                                                                    |

## Дискографија
Са Фламингосима:
- Разум и осећајност (2005)
- Гордост и предрасуде (2006)
- Сети се нашег завета (А страна) (2011)
- Сети се нашег завета (Б страна) (2014)